# Бош, Жак
Жак Бош (фр. Jacques Bosch, настоящее имя Хайме Фелипе Хосе Босх, исп. Jaime Felipe José Bosch; 1826, Барселона — 3 марта 1895, Париж) — французский гитарист и композитор каталонского происхождения. С 1853 г. жил и работал в Париже.
Был близок к Эдуару Мане (нарисовавшему обложку для издания пьесы Боша «Жалоба мавра», фр. Plainte Moresque), сотрудничал с Шарлем Гуно (им принадлежит написанная вместе Пассакалья, в которой партию гитары написал Бош, а партию скрипки — Гуно). Не порывал, однако и связей со своей родиной, состоя, в частности, в активной переписке с Фелипе Педрелем. Автор множества пьес для гитары и некоторых других сочинений, в том числе неизданной оперы «Роже де Флор» (фр. Roger de Flor; 1877). Был также известным гитарным педагогом (среди его учеников Альфред Коттен), автором учебника игры на гитаре (фр. Méthode de Guitarre; 1890). Гитарные сочинения Боша были переизданы к столетию со дня его смерти.